# Tipula ecaudata
Tipula ecaudata är en tvåvingeart som beskrevs av Alexander 1924. Tipula ecaudata ingår i släktet Tipula och familjen storharkrankar. Inga underarter finns listade i Catalogue of Life.